# (À suivre)
Pour les articles homonymes, voir À suivre.
 (juin 2023).
 (janvier 2021).
Si vous disposez d'ouvrages ou d'articles de référence ou si vous connaissez des sites web de qualité traitant du thème abordé ici, merci de compléter l'article en donnant les références utiles à sa vérifiabilité et en les liant à la section « Notes et références ».
(À suivre) est un mensuel de bande dessinée belge pour adultes publié par Casterman entre 1978 et 1997. Il est principalement consacré à la bande dessinée d’auteurs. Son tirage atteint plus de 50 000 exemplaires en 1983, mais décline à partir de 1986.

## Historique

### Contexte
Au tournant des années 1960 et 1970, les acteurs de la « jeune garde » de la bande dessinée s'opposent aux figures du classicisme incarnées par René Goscinny, co-rédacteur en chef de Pilote avec Jean-Michel Charlier.
En 1969, Delfeil de Ton s'inspire du mensuel italien Linus : il en reprend la mise en page, une partie des séries, et fonde Charlie Mensuel, qui propose des comic strips et des bandes dessinées européennes. À partir de 1970, le périodique alternatif Actuel accueille la bande dessinée underground. En 1972, dans un contexte de libération des mœurs et de renversement des interdits, Claire Bretécher, Marcel Gotlib et Nikita Mandryka fondent L’Écho des savanes. À compter de 1975, Métal hurlant — fondé par Jean-Pierre Dionnet, Philippe Druillet, l'homme d'affaires Bernard Farkas et Mœbius — s’impose dans la science-fiction. Gotlib fonde Fluide glacial, avec Alexis et Jacques Diament.
Paru en 1978, le magazine (À Suivre) veut montrer des bandes dessinées dites « d’auteurs ». Parmi eux : Altan, François Bourgeon, Comès, F'murr, Milo Manara, Hugo Pratt, Servais, Benoît Sokal et Jacques Tardi.

### Création
Casterman cherchait des débouchés. Louis Gérard et Didier Platteau se rendent en 1974 au Salon international de la bande dessinée (ancien nom du festival d’Angoulême). Ils en reviennent avec le projet d'entrer sur le marché de la bande dessinée pour adultes. Ils recrutent Jacques Tardi. Les trois persuadent Casterman de créer une revue. Fin 1976, il était question d'un « magazine mensuel en noir et blanc permettant de publier par chapitres de longs récits à la manière de La Ballade de la mer salée », selon Didier Platteau. Hugo Pratt présente Jean-Paul Mougin à Gérard et à Platteau lors du Salon d’Angoulême de 1977. En avril 1977, Mougin est recruté comme rédacteur en chef. Les auteurs privilégiés étaient Pratt, Tardi, Claude Auclair et le scénariste Lob. Étienne Pollet, membre du conseil d’administration des éditions, suggère le nom d'Étienne Robial comme directeur artistique. En octobre 1977, l’équipe s’étoffe avec Bernard Ciccolini (maquettiste) et Anne Porot (secrétaire de rédaction). Mougin et Platteau recrutent les dessinateurs Sokal, Schuiten et Goffin. Trois numéros zéro sont publiés ; la revue prend le nom d’(À Suivre). Le lancement est prévu pour janvier 1978, pour l'ouverture du Salon d’Angoulême.

### Du numéro 1 (février 1978) au numéro 40 (mai 1981): les débuts
Jean Paul Mougin, rédacteur en chef du magazine du début à la fin, présente le numéro 1 de (À suivre) : « Avec toute sa densité romanesque, (À Suivre) sera l’irruption sauvage de la bande dessinée dans la littérature ».
Il précise : donner à la bande dessinée ses lettres de noblesse, laisser ses collaborateurs explorer leurs univers[réf. nécessaire]. Jusque là, personne n’a jamais publié de bande dessinée comme un roman-feuilleton .
Un cocktail de lancement est organisé le 21 janvier 1978 : un exemplaire du premier numéro est distribué à chaque invité, en breton, hommage à Bran Ruz, bande dessinée bretonne de Claude Auclair et Alain. C'est l’une des attractions de ce nouveau support.
Dès l'origine, (À Suivre) marque les esprits par son allure. D'un point de vue esthétique, le public retient le logo (qui restera inchangé pendant neuf ans), et le noir et blanc des planches du magazine. Sur le fond, le journal se caractérise par sa liberté de ton, son approche littéraire et romanesque ; il publie de longues histoires divisées en « chapitres copieux ». Les auteurs qui contribuent au succès forment une nouvelle vague. Ils influencent la bande dessinée des années 1970 jusqu'à aujourd'hui, tels Hugo Pratt, Tardi, Forest, Cabanes, F'murr et Ted Benoit.
(À Suivre) marque la naissance du « roman en bande dessinée » : formats longs, sans contraintes de pagination (on y trouve une volonté de « sortir du 48 pages standard » (Louis Gérard). Jean-Paul Mougin incite les auteurs à privilégier le récit, le romanesque, un « héritage littéraire affirmé » (selon les mots de ce dernier [origine citation ?]). Cette nouvelle bande dessinée est mise en lumière dans Ici Même, de Tardi (au dessin) et Jean-Claude Forest (au scénario) : connue comme l’un des premiers « romans en bande dessinée », elle fait la couverture du premier numéro et symbolise l’univers et l'esprit d’(À Suivre).
Les formats longs sont publiés au fil des numéros sous la forme de chapitres. (À Suivre) présente un contenu rédactionnel : dans chaque numéro, on trouve un dossier (par exemple, sur les Celtes, dans le premier numéro), une rubrique intitulée « L'actualité (À Suivre) » (une dizaine de pages, traitant de l'actualité littéraire et éditoriale), et, souvent, une nouvelle. À partir de la fin des années 1970, une nouvelle rubrique apparaît : « Infos (À Suivre) » (consacrée à l'actualité de la bande dessinée), et des chroniques mensuelles sur le polar et la science-fiction.
S'ajoute un cahier humoristique de 8 à 12 pages, intitulé « Pendant ce temps à Landerneau » (inspiré du Trombone illustré, supplément du Journal de Spirou). Il est animé par Franquin et Delporte, et par des complices plus ou moins réguliers, dont Gotlib ou encore Binet. Il est publié sur une douzaine de numéros, jusqu’en octobre 1979. Il est remplacé pendant un an par une rubrique à l’humour plus littéraire et référencé : « Cessez de me suivre ou j’appelle un agent » (animée notamment par Cabanes, Mandryka, et Pétillon). Par la suite, il disparaît.
Dans ces premiers numéros, sont publiés : Ici Même de Tardi, Silence de Comès, HP et Giuseppe Bergman de Milo Manara, ou encore Corto Maltese en Sibérie d'Hugo Pratt.

### Du numéro 41 (juillet 1981) au numéro 73 (février 1984): une époque créative
(À Suivre) connaît le succès au début des années 1980 ; le lectorat est vaste ; de nombreux « romans bande dessinée » paraissent en albums. L'équipe du magazine est créative, accueille de nouveaux auteurs qui influenceront le monde de la BD : Loustal, Boucq, Ferrandez, Schuiten et Peeters, Rochette, Bourgeon…
Les auteurs phares sont mis en avant : Tardi publie dans (À Suivre) les aventures de Nestor Burma, adaptées de romans de Léo Malet, Comès y publie La Belette. De nouveaux collaborateurs les rejoignent : Loustal et Paringaux, issus de Métal Hurlant, y font paraître Cœurs de Sable.
En filigrane, apparaît un profil du héros (À Suivre). « ni héros ni surhomme », des êtres humains « dans toute [leurs] nuance[s] et [leur] complexité, avec [leurs] doute[s], [leurs] faiblesses et [leurs] espoirs », « des personnages éminemment réels, au plus près de la complexité et de l'ambivalence humaine» (Nicolas Finet).
Le début des années 1980 est prolifique pour (À Suivre) : publication de nombreux « romans en bande dessinée » à succès, apparition de séries vouées à la célébrité : la série des Cités Obscures de Schuiten et Peeters, la série des Carnets d'Orient de Ferrandez, Le Transperceneige de Rochette et Lob, la série des Compagnons du crépuscule de Bourgeon, les aventures de Ray Banana de Ted Benoit, celles de Canardo de Sokal, entre autres.

### Du numéro 74 (mars 1984) au numéro 116 (septembre 1987): la consécration
Au milieu des années 1980, (À Suivre) est une institution : son format fait école, son identité éditoriale est forte. De nouveaux auteurs intègrent le journal, tels Geluck et Francis Masse.
Les piliers restent créatifs : F'murrr poursuit les aventures loufoques de sa Jehanne avec Le fils de Jehanne d’Arque, Comes signe un nouveau format long avec Eva, Tardi voit enfin publiée dans (À Suivre) sa série des Aventures extraordinaires d'Adèle Blanc-Sec, (jusque-là, Mougin la jugeait trop « grand public »). De nouveaux venus font leur entrée, notamment Guiton et ses Contes du Lapin Jaune, Geluck en septembre 1985, dans le numéro 92. Il met en scène son personnage du Chat sur cinq planches. Célèbre en Belgique, il est inconnu en France : son arrivée montre la volonté d’introduire plus d’humour dans le magazine.
Casterman veut imposer sa logique de valorisation commerciale, son exigence de rentabilité et de ventes, en concurrence ou en contradiction avec le souci de faire un bon mensuel de bande dessinée.
La douzième édition du festival d’Angoulême, en 1986, est un triomphe pour Casterman et l’équipe (À Suivre) : Tardi décroche le Grand Prix, Schuiten et Peeters le prix du meilleur album pour La Fièvre d'Urbicande, Les Pionniers de l’aventure humaine de Boucq remportent le prix de la critique.
En parallèle, commence à paraître un magazine secondaire des éditions Casterman : Corto, le mensuel d’Hugo Pratt, avec également Mougin à la rédaction en chef. C'est un échec, il disparaît après 22 numéros, en novembre 1989.
Le numéro 109, en février 1987, propose une rénovation complète du magazine : nouveau logo, nouvelle maquette. Dans (À Suivre), 1978-1997 : une aventure en bande dessinée, Nicolas Finet admet : « En presse, le besoin d'afficher une nouvelle formule est rarement bon signe, quoi qu'on en dise ; il constitue déjà, en creux, l'indication qu'on n'est plus au mieux de sa forme. »

### Du numéro 117 (octobre 1987) au numéro 144 (janvier 1990): le déclin
À la fin des années 1980, (À Suivre) est en crise : l’arrivée de Moebius, le lancement d’un format comics n'empêchent pas des hésitations et des errements, des années de trouble et de turbulence. L’identité de la revue se brouille.
La direction éditoriale s'infléchit : les grands récits qui ont bâti la légende et le style du magazine sont moins présents, le magazine Corto capte une partie des auteurs liés au récit d’aventure.
Le magazine fête en 1988 ses dix ans d’existence avec son numéro 121. Les rangs de l'équipe apparaissent clairsemés.
En septembre 1988, au numéro 128, un nouveau rédacteur en chef, Richard Poisson, vient seconder Mougin, qui s’occupe alors de deux journaux, Corto et (À Suivre). Poisson introduit des idées nouvelles : entre autres, amener les auteurs à regarder l'actualité et à accroître le nombre de pages rédactionnelles.
La grande innovation est l’apparition de détachables au format comics (Le Surfeur d’Argent de Moebius), dans le contexte de la nouvelle impulsion donnée à ce médium aux États-Unis, notamment par Frank Miller et Alan Moore. Cette formule ne rencontre pas le succès.

### Du numéro 145 (février 1990) au numéro 178 (novembre 1992): un ultime regain de vitalité
Jean-Paul Mougin est optimiste, enthousiaste pour ce qui semble une renaissance du journal. Moebius publie dans les pages d'(A Suivre) Le Monde d'Edena, F'murrr revient avec Le pauvre chevalier, Pratt fait son retour avec Cato Zoulou, après l’échec du magazine Corto, Cabanes remporte le Grand Prix de la ville d’Angoulême. Un an plus tard, d’autres font leur retour, tel Ferrandez avec un nouveau Carnet d’Orient, ou Sokal qui reprend son personnage de Canardo.
Au niveau rédactionnel, apparaît une rubrique cinéma, qui va s’installer durablement.
Cette éclaircie ne dure qu’un temps : le lectorat d'(A Suivre) ne cesse de diminuer, le prix du magazine augmente, les budgets publicitaires se raréfient.

### Du numéro 179 (décembre 1992) au numéro 239 (décembre 1997): l'agonie
En 1992, le magazine (A Suivre) amorce son déclin.
La publicité se fait rare, symptôme et cause partielle des problèmes financiers du journal. Dans les années 1990, les collaborateurs phares, à l’image d’Hugo Pratt, apparaissent moins inspirés. La partie rédactionnelle ne retrouve pas sa qualité d’antan. Le magazine semble à la dérive. Quelques bonnes surprises épisodiques, telles que les Aventures psychotiques de Napoléon et Bonaparte de Rochette. (A Suivre) est à bout de souffle.
En 1995, nouvelles tentatives de changement de formule ; les ventes ne cessent de s’effondrer. Hugo Pratt décède, laissant un vide dans l’équipe.
En 1997, la décision est prise de mettre un terme à la publication d’(À Suivre). L’éditorial du numéro 238, rédigé par Mougin, annonce cette disparition : « [Nous] devons nous rendre à l’évidence : il nous faut arrêter en cette fin d'année. » (À Suivre) ne se vend qu’à 23 000 exemplaires par mois.
Le numéro 239 et dernier paraît en décembre 1997. Il se compose d’une liste de ceux qui ont collaboré au magazine et d’entretiens avec ses auteurs les plus marquants. En couverture, Tardi reprend son personnage d’Arthur Même, présent sur la couverture du premier numéro : il tire le rideau sur (À Suivre) et son histoire. En quatrième de couverture, apparaît, de manière symbolique, le mot (FIN).

## Œuvres et auteurs phares de la revue
Entre autres œuvres parues dans (À suivre) :
- Ici Même, par Tardi (dessinateur) et Forest (scénariste)
- Silence, par Comès
- Carnets d'Orient, par Ferrandez
- Jehanne d'Arque, par F'murrr.
- HP et Giuseppe Bergman, par Milo Manara
- Ada dans la Jungle, par Altan
- Le Monde d'Edena, par Moebius.
- Cœur de sable, Loustal et Paringaux
- Berceuse électrique, Ted Benoit
- Le Transperceneige, par Jean-Marc Rochette (dessinateur) et Jacques Lob (scénariste)
- Corto Maltese, par Hugo Pratt
- Tendre Violette par Servais
- Canardo, par Sokal.
- Les Compagnons du crépuscule de François Bourgeon
- Les Cités obscures par Peeters (scénariste) et Schuiten (dessinateur)

## Liste complète des artistes (dessinateurs et scénaristes) ayant collaboré à(À suivre)
Les collaborations sont désignées comme ceci : auteur-scénariste
- Ab'Aigre, Adam, A.D.G., Alph, Altan, Alteau, Andreas, Anguera, Arno, Claude Auclair, Aumigny, Avoine
- Paolo Bacilieri, Baltus, Anne Baraou, Barbe, Alex Barbier, Baru, Edmond Baudoin, Bazooka (collectif), Béja, Ted Benoit, Charles Berberian, Philippe Bertrand, Georges Bess, Bessas, Beuriot, Frédéric Bézian, Biard, Bigiani, Enki Bilal, Billon-Dubos, Christian Binet, Michel Blanc-Dumont, Blanchard, Blutch, Frédéric Boilet - Benoît Peeters, Bollée, Borile, Borotto, François Boucq, Farid Boudjellal, Boullet, François Bourgeon, Brémondy, Claire Bretécher, Virginie Broquet, Bugel, Guido Buzzelli
- Max Cabanes, Silvio Cadelo, Caillon, Carali, Marc Caro, Caza, Daniel Ceppi, Florence Cestac, Jean-Michel Charlier, Jerome Charyn, Chauffour, Chauvel, Chauzy, Cheraqui, Cherrier, Chomet, Jean-Claude Claeys, Clement-Zentner, Clavel, Nicole Claveloux, Isabelle Cochet, Colonnier, Commenge, Comès, Didier Conrad-Commenge, Constant, Corcal, Corentin, Jean-Luc Cornette, Cossery, Patrick Cothias, Al Coutelis, Guido Crepax, Cromwell, Cosey
- Dalby, Dall'agnol-Mescola, Geoff Darrow, David B., De Busscher, Nicolas de Crécy, De la Fuente, Philippe Delan, Delangle, Deleurence, Deliège, Delisse, Bob de Moor, Johan de Moor, Jean-Claude Denis, Derib, Stephen Desberg, Deschamps, De Smet, Chantal De Spiegeleer, Desportes, Patrick Deubelbeiss, Gérard Dewamme, Didgé, Di Rosa, Dionnet, Don Jacques, Dorey, Philippe Druillet, Philippe Drumel, Stéphane  Dubois, Dubos, Alain Dubrieu, Nicolas Dumontheuil, Dupuy, Durand, Duveaux, Duvivier
- Élisabeth D., Édith, Elliot (Phil)
- F'murr, Fabrice, Fages-Chauvel, Farnetti, Faton, Fellini, Ferrandez, Ferrané, Fischer, Jean-Claude Forest, Régis Franc, Frank (Reichert), Frank (Pé), Franz, Fred
- Gabrion, Garrigue, Gauckler-Houssin, Gefe-Charyn, Geluck, Georget, Ghigliano, Vittorio Giardino, Gibrat, Giraud, Alain Goffin, Golo, Gonord (Didier et Gilles), Bruno Goosse, Goossens, Gorey, Gorski, Got, Jean-Claude Götting, Grange, Gratien, Guérin, Guillou, Guitton
- Hamon, Laurence Harlé, Hery-Blanchard, Houssin, Hugot, Miles Hyman
- Imagex
- Jacques Martin, Jager-Stevenhagen, Jano, Alejandro Jodorowsky, André Juillard, Louis Joos
- Kafka, Kamagurka, Keleck, Kempeners, Kent, Daniel Koller (Bader K.), Korkos
- Claude Lacroix, Jean-Claire Lacroix, Chris Lamquet, Lantieri, Larue, Lauzier, Léandri, Lefred-Thouron, Legrand, Franck K. Lehodey, Lemand, Lété, Serge Le Tendre, Tanino Liberatore, Livache, Jacques Lob, Loustal, Lucques, Ludia, Luna
- Léo Malet, Milo Manara, Nikita Mandryka, Marchand, Marc-Renier, Frank Margerin, Martinez, Martiny, Suehiro Maruo, Francis Masse, Mathieu, Mathis, Matinet, Lorenzo Mattotti, Matz, Max, Mercedes, Mescola, Jean-Claude Mézières, Attilio Micheluzzi, Migeat, Moebius, Chantal Montellier, José Muñoz, Muzo
- Nataël, Navarro, Negrini, Nicollet, Nidasio, Pierre Nedjar
- O'Groj, Ongaro
- Philippe Paringaux, Ruben Pellejero, Petit-Roulet, Philomène, Philsch, Pic, Pinel, Placid, Pontarolo, Populaire, Jeff Pourquié, Poussin, Prado, Hugo Pratt, Prudon, Ptiluc, Jeanne Puchol, Pym
- Raff, Raives, Ravalec, Frédéric Rébéna, Riboldi-Negrini, Philippe Richelle, Riondet, François Rivière, Jean-Marc Rochette, Rocco-Ferrané, Rodolphe, Rolland, Grzegorz Rosiński, Christian Rossi, Rouxel, Rubino, Ruiz
- Saint blanca, Sergio Salma, Carlos Sampayo, Savard, Sharakusai, Sénac, Scheurer-Borile, Schlingo, Schojnow, Etienne Schréder, François Schuiten, Sera, Jean-Claude Servais, Sevrin-Delisse, Gilbert Shelton, Signac, Sirius, Benoît Sokal, Solano Lopez, Jean Solé, Soro-Philomène, Stevenhagen, Joost Swarte
- Takayama, Jacques Tardi, André Taymans, Jean Teulé, Laurent Theureau, Theys, Tito, Tomatis, Topor, Daniel Torres, Jean-Louis Tripp, Tronchet
- Valente-Borotto, Vandam, Jean Van Hamme, Alex Varenne, Varlez, Vepy, Véran, Martin Veyron, Vial, Vianello, Sylvain Victor, Laurent Vicomte, Vink, Violeff, Vittorio, Vrancken, Philippe Vuillemin
- François Walthéry, Éric Warnauts, Marc Wasterlain, Claire Wendling, Nicolas Wintz, Philippe Wurm
- Jorge Zentner, Zou

## Exposition
- Métal hurlant, (À suivre) : 1975-1997, La Bande Dessinée fait sa Révolution, du 15 décembre 2013 au 11 mai 2014 au Fonds Hélène et Édouard Leclerc pour la culture, Landerneau.